# 戦艦シュペー号の最後
『戦艦シュペー号の最後』（せんかんシュペーごうのさいご、The Battle of the River Plate）は1956年のイギリスの映画。
第二次世界大戦の大西洋の戦い序盤で生起したラプラタ沖海戦で、ドイツ海軍 (Kriegsmarine) の軍艦（装甲艦）「アドミラル・グラフ・シュぺー」(DKM Admiral Graf Spee) が自沈した。この海戦を、マイケル・パウエルとエメリック・プレスバーガーのコンビ「パウエル＝プレスバーガー」による共同製作・監督・脚本で映画化した作品。出演はピーター・フィンチなど。
撮影に本物の軍艦を使用し、「アキリーズ」は実際にラプラタ沖海戦に参加してシュペー号と砲火を交えた艦艇であり、「カンバーランド」もモンテビデオ沖に増援として派遣され、戦艦シュペー号を自沈に追い込んだ立役者である。戦艦シュペー号（満載排水量約1万6000トン）はアメリカ海軍のデモイン級重巡洋艦「セーラム」（満載排水量約2万1000トン）が演じた。

## ストーリー
ヴェルサイユ条約による軍備制限下、ヴァイマル共和政下で建造されたドイッチュラント級装甲艦（通称ポケット戦艦）の一隻グラフ・シュペー号は、アドルフ・ヒトラーの政権掌握によりナチス・ドイツの国防軍が運用することになった。第二次世界大戦勃発後の1939年11月15日、シュペー号はポルトガル領東アフリカ沖で英貨物船アフリカ・シェル号を撃沈し、船長のダヴらをとらえる。
捕虜たちは、シュペー号の艦長ハンス・ラングスドルフの意向により丁寧に扱われ、のちに補給船「アルトマルク号」に移送された。その後、シュペー号は英国の商船を撃沈するたびに捕虜を載せていき、ついには50人以上の捕虜が乗船している状態となった。
12月12日、シュペー号は南アメリカ大陸ウルグアイのラプラタ川 (Río de la Plata) 沖にて、ハーウッド提督が率いるイギリス海軍のG部隊（軽巡「エイジャックス」、軽巡「アキリーズ」、重巡「エクセター」）に捕捉された。砲撃戦で損傷したシュペー号はウルグアイのモンテビデオに逃げ込み、乗っていたすべての捕虜を解放して修理をはじめた。
ハーグ条約の国際法では24時間以上の在泊は認められないため、ドイツ大使ラングマンと連合国側の大使の駆け引きの末、72時間の在泊の延長が認められた。
そして12月17日夕方、シュペー号の大半の乗組員を下船させる形で出港する。そして、ラングスドルフ艦長は、補給船タコマ号に乗船した後、シュペー号を自爆させる。

## キャスト
| 役名                                           | 俳優                   | 日本語吹替    | 日本語吹替                                                                                              |
| 役名                                           | 俳優                   | 東京12ch版    | フジテレビ版                                                                                            |
| ---------------------------------------------- | ---------------------- | ------------- | --- |
| ハンス・ラングスドルフ（シュペー艦長）         | ピーター・フィンチ     | 大木民夫      | 中村正                                                                                                  |
| パトリック・ダヴ船長                           | バーナード・リー       |               | 吉沢久嘉                                                                                                |
| ヘンリー・ハーウッド提督                       | アンソニー・クエイル   | 浦野光        | 臼井正明                                                                                                |
| チャールズ・ウッドハウス（エイジャックス艦長） | イアン・ハンター       | 羽佐間道夫    | 上田敏也                                                                                                |
| フレデリック・ベル（エクセター艦長）           | ジョン・グレッグソン   | 大宮悌二      | 宮田光                                                                                                  |
| エドワード・パリー（アキリーズ艦長）           | ジャック・グウィリム   |               | |
| マイク・フォウラー                             | ライオネル・ムートン   |               | 羽佐間道夫                                                                                              |
| マノロ                                         | クリストファー・リー   |               | 嶋俊介                                                                                                  |
| オイゲン・ミリントン・ドレイク                 | アンソニー・ブシェル   |               | 北村弘一                                                                                                |
| マコール武官                                   | マイケル・グッドリーフ |               | 村越伊知郎                                                                                              |
| グアニ外務大臣                                 | ピーター・エリング     |               | 宮川洋一                                                                                                |
| レイ・マーティン                               | ウィリアム・スクワイア |               | 緑川稔                                                                                                  |
| オットー・ラングマン大使                       | ジョン・チャンドス     |               | 藤本譲                                                                                                  |
| デムーラン大使                                 | ダグラス・ウィルマー   |               | 石井敏郎                                                                                                |
| 不明 その他                                    |                        |               | 仲村秀生 納谷六朗 木原正二郎 西川幾雄 青野武 鈴木れい子 宮内幸平 加藤正之 増岡弘 石森達幸 加藤修 宮下勝 |
| 日本語スタッフ                                 |                        |               | |
| 演出                                           | 演出                   |               | 小林守夫                                                                                                |
| 翻訳                                           | 翻訳                   |               | 飯嶋永昭                                                                                                |
| 効果                                           |                        |               | |
| 調整                                           |                        |               | |
| 制作                                           | 制作                   |               | 東北新社                                                                                                |
| 解説                                           | 解説                   |               | 高島忠夫                                                                                                |
| 初回放送                                       | 初回放送               | 1967年11月2日 | 1973年11月30日 『ゴールデン洋画劇場』                                                                   |

※ハピネットから2023年5月10日に発売の「吹替シネマ2023」第2弾『戦艦シュペー号の最後-日本語吹替音声収録 HD リマスター版-』にはフジテレビ版の日本語吹替（77分22秒）を収録。一部音源の無い箇所はオリジナル音声・日本語字幕となる。また吹替音声欠落部分をスキップできる「日本語完全版再生機能」を搭載予定。

## エピソード
1956年10月29日にロンドンで行われた『戦艦シュペー号の最後』のロイヤルプレミア（王族を迎えた上映会）で、マリリン・モンローはエリザベス女王とマーガレット王女に謁見している。モンローは『王子と踊子』の撮影でイギリス滞在中だった。
実物が残っていなかった艦船には代役が立てられ、「シュペー」役にはアメリカ海軍の重巡洋艦「セーラム」、補給艦「アルトマルク」役にはイギリス海軍補助艦隊の油槽船「オルナ」が、補給船「タコマ」役にはイギリス海軍補助艦隊の輸送船「フォート・ドゥケイン」が、重巡洋艦「エクセター」役に軽巡洋艦「ジャマイカ」が、軽巡洋艦「エイジャックス」役に軽巡洋艦「シェフィールド」がそれぞれ用いられている。試験艦として現役であった重巡洋艦「カンバーランド」と、インド海軍の「デリー」となっていた「アキリーズ」は実物が撮影に参加している。その他、アメリカ海軍・イギリス海軍のいくつかの艦艇が特定のシーンの撮影やカメラ船として使用された。
シュペー号でドイツ海軍旗が掲揚されるシーンは、アメリカ海軍が「セーラム」に掲揚することを許さなかったため、別にイギリス海軍艦で撮影が行われた。また、同様の理由でシュペー号の乗員がドイツ軍のシュタールヘルムではなくアメリカ軍のM1ヘルメットを被っているシーンがある。